# Tirreno-Adriatico 2020
La Tirreno-Adriatico 2020, cinquantacinquesima edizione della corsa, valida come tredicesima prova dell'UCI World Tour 2020 categoria 2.UWT, si svolse in otto tappe dal 7 al 14 settembre 2020 su un percorso di 1 309,1 km, con partenza da Lido di Camaiore e arrivo a San Benedetto del Tronto, sede della cronometro individuale finale. Inizialmente prevista dall'11 al 17 marzo, la corsa è stata posticipata  La vittoria fu appannaggio del britannico Simon Yates, il quale completò il percorso in 32h07'34", alla media di 40,749 km/h, precedendo il connazionale Geraint Thomas e il polacco Rafał Majka.
Sul traguardo di San Benedetto del Tronto 155 ciclisti, su 175 partiti da Lido di Camaiore, portarono a termine la competizione.

## Tappe
| Tappa  | Data         | Percorso                                                                | km      | Vincitore di tappa   | Leader cl. generale |
| ------ | ------------ | ----------------------------------------------------------------------- | ------- | -------------------- | ------------------- |
| 1ª     | 7 settembre  | Lido di Camaiore > Lido di Camaiore                                     | 133     | Pascal Ackermann     | Pascal Ackermann    |
| 2ª     | 8 settembre  | Camaiore > Follonica                                                    | 201     | Pascal Ackermann     | Pascal Ackermann    |
| 3ª     | 9 settembre  | Follonica > Saturnia                                                    | 217     | Michael Woods        | Michael Woods       |
| 4ª     | 10 settembre | Terni > Cascia                                                          | 194     | Lucas Hamilton       | Michael Woods       |
| 5ª     | 11 settembre | Norcia > Sarnano-Sassotetto                                             | 202     | Simon Yates          | Simon Yates         |
| 6ª     | 12 settembre | Castelfidardo > Senigallia                                              | 171     | Tim Merlier          | Simon Yates         |
| 7ª     | 13 settembre | Pieve Torina > Loreto                                                   | 181     | Mathieu van der Poel | Simon Yates         |
| 8ª     | 14 settembre | San Benedetto del Tronto > San Benedetto del Tronto (cron. individuale) | 10,1    | Filippo Ganna        | Simon Yates         |
| Totale | Totale       | Totale                                                                  | 1 309,1 |                      |                     |

## Squadre e corridori partecipanti
| N.      | Cod. | Squadra                     |
| ------- | ---- | --------------------------- |
| 1-7     | ALM  | AG2R La Mondiale            |
| 11-17   | AFC  | Alpecin-Fenix               |
| 21-27   | ANS  | Androni Giocattoli-Sidermec |
| 31-37   | AST  | Astana Pro Team             |
| 41-47   | TBM  | Bahrain-McLaren             |
| 51-57   | BCF  | Bardiani-CSF-Faizanè        |
| 61-67   | BOH  | Bora-Hansgrohe              |
| 71-77   | CCC  | CCC Team                    |
| 81-87   | COF  | Cofidis, Solutions Crédits  |
| 91-97   | DQT  | Deceuninck-Quick Step       |
| 101-107 | EF1  | EF Pro Cycling              |
| 111-117 | GAZ  | Gazprom-RusVelo             |
| 121-127 | GFC  | Groupama-FDJ                |

| N.      | Cod. | Squadra                |
| ------- | ---- | ---------------------- |
| 131-137 | ISN  | Israel Start-Up Nation |
| 141-147 | LTS  | Lotto Soudal           |
| 151-157 | MTS  | Mitchelton-Scott       |
| 161-167 | MOV  | Movistar Team          |
| 171-177 | NTT  | NTT Pro Cycling Team   |
| 181-187 | IGD  | Ineos Grenadiers       |
| 191-197 | TJV  | Team Jumbo-Visma       |
| 201-207 | SUN  | Team Sunweb            |
| 211-217 | TDE  | Total Direct Énergie   |
| 221-227 | TFS  | Trek-Segafredo         |
| 231-237 | UAD  | UAE Team Emirates      |
| 241-247 | THR  | Vini Zabù KTM          |

## Dettagli delle tappe

### 1ª tappa
- 7 settembre: Lido di Camaiore > Lido di Camaiore – 133 km

Risultati
| Pos. | Corridore           | Squadra | Tempo    |
| ---- | ------------------- | ------- | -------- |
| 1    | Pascal Ackermann    | Bora    | 2h57'55" |
| 2    | Fernando Gaviria    | UAE     | s.t.     |
| 3    | Magnus Cort Nielsen | EF      | s.t.     |

| Pos. | Corridore           | Squadra | Tempo    |
| ---- | ------------------- | ------- | -------- |
| 1    | Pascal Ackermann    | Bora    | 2h57'45" |
| 2    | Fernando Gaviria    | UAE     | a 4"     |
| 3    | Magnus Cort Nielsen | EF      | a 6"     |

### 2ª tappa
- 8 settembre: Camaiore > Follonica – 201 km

Risultati
| Pos. | Corridore        | Squadra | Tempo    |
| ---- | ---------------- | ------- | -------- |
| 1    | Pascal Ackermann | Bora    | 5h01'53" |
| 2    | Fernando Gaviria | UAE     | s.t.     |
| 3    | Rick Zabel       | Israel  | s.t.     |

| Pos. | Corridore           | Squadra | Tempo    |
| ---- | ------------------- | ------- | -------- |
| 1    | Pascal Ackermann    | Bora    | 7h59'28" |
| 2    | Fernando Gaviria    | UAE     | a 8"     |
| 3    | Magnus Cort Nielsen | EF      | a 16"    |

### 3ª tappa
- 9 settembre: Follonica > Saturnia – 217 km

Risultati
| Pos. | Corridore       | Squadra | Tempo    |
| ---- | --------------- | ------- | -------- |
| 1    | Michael Woods   | EF      | 5h19'46" |
| 2    | Rafał Majka     | Bora    | a 1"     |
| 3    | Wilco Kelderman | Sunweb  | a 20"    |

| Pos. | Corridore       | Squadra | Tempo     |
| ---- | --------------- | ------- | --------- |
| 1    | Michael Woods   | EF      | 13h19'24" |
| 2    | Rafał Majka     | Bora    | a 5"      |
| 3    | Wilco Kelderman | Sunweb  | a 26"     |

### 4ª tappa
- 10 settembre: Terni > Cascia – 194 km

Risultati
| Pos. | Corridore      | Squadra    | Tempo    |
| ---- | -------------- | ---------- | -------- |
| 1    | Lucas Hamilton | Mitchelton | 4h46'22" |
| 2    | Fausto Masnada | Deceuninck | s.t.     |
| 3    | Michael Woods  | EF         | a 10"    |

| Pos. | Corridore      | Squadra    | Tempo     |
| ---- | -------------- | ---------- | --------- |
| 1    | Michael Woods  | EF         | 18h05'52" |
| 2    | Rafał Majka    | Bora       | a 9"      |
| 3    | Fausto Masnada | Deceuninck | a 18"     |

### 5ª tappa
- 11 settembre: Norcia > Sarnano-Sassotetto – 202 km

Risultati
| Pos. | Corridore      | Squadra    | Tempo    |
| ---- | -------------- | ---------- | -------- |
| 1    | Simon Yates    | Mitchelton | 5h30'43" |
| 2    | Geraint Thomas | Ineos      | a 35"    |
| 3    | Rafał Majka    | Bora       | s.t.     |

| Pos. | Corridore      | Squadra    | Tempo     |
| ---- | -------------- | ---------- | --------- |
| 1    | Simon Yates    | Mitchelton | 23h36'59" |
| 2    | Rafał Majka    | Bora       | a 16"     |
| 3    | Geraint Thomas | Ineos      | a 39"     |

### 6ª tappa
- 12 settembre: Castelfidardo > Senigallia – 171 km

Risultati
| Pos. | Corridore           | Squadra | Tempo    |
| ---- | ------------------- | ------- | -------- |
| 1    | Tim Merlier         | Alpecin | 3h59'30" |
| 2    | Pascal Ackermann    | Bora    | s.t.     |
| 3    | Magnus Cort Nielsen | EF      | s.t.     |

| Pos. | Corridore      | Squadra    | Tempo     |
| ---- | -------------- | ---------- | --------- |
| 1    | Simon Yates    | Mitchelton | 27h36'29" |
| 2    | Rafał Majka    | Bora       | a 16"     |
| 3    | Geraint Thomas | Ineos      | a 39"     |

### 7ª tappa
- 13 settembre: Pieve Torina > Loreto – 181 km

Risultati
| Pos. | Corridore            | Squadra | Tempo    |
| ---- | -------------------- | ------- | -------- |
| 1    | Mathieu van der Poel | Alpecin | 4h19'23" |
| 2    | Ruben Guerreiro      | EF      | a 4"     |
| 3    | Matteo Fabbro        | Bora    | s.t.     |

| Pos. | Corridore      | Squadra    | Tempo     |
| ---- | -------------- | ---------- | --------- |
| 1    | Simon Yates    | Mitchelton | 31h56'02" |
| 2    | Rafał Majka    | Bora       | a 16"     |
| 3    | Geraint Thomas | Ineos      | a 39"     |

### 8ª tappa
- 14 settembre: San Benedetto del Tronto > San Benedetto del Tronto – Cronometro individuale – 10,1 km

Risultati
| Pos. | Corridore          | Squadra | Tempo  |
| ---- | ------------------ | ------- | ------ |
| 1    | Filippo Ganna      | Ineos   | 10'42" |
| 2    | Victor Campenaerts | NTT     | a 18"  |
| 3    | Rohan Dennis       | Ineos   | a 26"  |

| Pos. | Corridore      | Squadra    | Tempo     |
| ---- | -------------- | ---------- | --------- |
| 1    | Simon Yates    | Mitchelton | 32h07'34" |
| 2    | Geraint Thomas | Ineos      | a 17"     |
| 3    | Rafał Majka    | Bora       | a 29"     |

## Evoluzione delle classifiche
| Tappa              | Vincitore            | Classifica generale Maglia azzurra | Classifica a punti Maglia arancione | Classifica scalatori Maglia verde | Classifica giovani Maglia bianca | Classifica a squadre |
| ------------------ | -------------------- | ---------------------------------- | ----------------------------------- | --------------------------------- | -------------------------------- | -------------------- |
| 1ª                 | Pascal Ackermann     | Pascal Ackermann                   | Pascal Ackermann                    | Nathan Haas                       | Szymon Sajnok                    | Bora-Hansgrohe       |
| 2ª                 | Pascal Ackermann     | Pascal Ackermann                   | Pascal Ackermann                    | Nathan Haas                       | Nicola Bagioli                   | Bora-Hansgrohe       |
| 3ª                 | Michael Woods        | Michael Woods                      | Pascal Ackermann                    | Nathan Haas                       | Aleksandr Vlasov                 | EF Pro Cycling       |
| 4ª                 | Lucas Hamilton       | Michael Woods                      | Pascal Ackermann                    | Michael Woods                     | Lucas Hamilton                   | Mitchelton-Scott     |
| 5ª                 | Simon Yates          | Simon Yates                        | Pascal Ackermann                    | Héctor Carretero                  | Aleksandr Vlasov                 | Astana Pro Team      |
| 6ª                 | Tim Merlier          | Simon Yates                        | Pascal Ackermann                    | Héctor Carretero                  | Aleksandr Vlasov                 | Astana Pro Team      |
| 7ª                 | Mathieu van der Poel | Simon Yates                        | Pascal Ackermann                    | Héctor Carretero                  | Aleksandr Vlasov                 | Team Sunweb          |
| 8ª                 | Filippo Ganna        | Simon Yates                        | Pascal Ackermann                    | Héctor Carretero                  | Aleksandr Vlasov                 | Team Sunweb          |
| Classifiche finali | Classifiche finali   | Simon Yates                        | Pascal Ackermann                    | Héctor Carretero                  | Aleksandr Vlasov                 | Team Sunweb          |

Maglie indossate da altri ciclisti in caso di due o più maglie vinte
- Nella 2ª e 3ª tappa Fernando Gaviria ha indossato la maglia arancione al posto di Pascal Ackermann.
- Nella 5ª tappa Héctor Carretero ha indossato la maglia verde al posto di Michael Woods.

## Classifiche finali

### Classifica generale - Maglia azzurra
| Pos. | Corridore          | Squadra    | Tempo     |
| ---- | ------------------ | ---------- | --------- |
| 1    | Simon Yates        | Mitchelton | 32h07'34" |
| 2    | Geraint Thomas     | Ineos      | a 17"     |
| 3    | Rafał Majka        | Bora       | a 29"     |
| 4    | Wilco Kelderman    | Sunweb     | a 56"     |
| 5    | Aleksandr Vlasov   | Astana     | a 58"     |
| 6    | Fausto Masnada     | Deceuninck | a 1'18"   |
| 7    | James Knox         | Deceuninck | a 1'41"   |
| 8    | Michael Woods      | EF         | a 2'12"   |
| 9    | Gianluca Brambilla | Trek       | a 3'02"   |
| 10   | Jack Haig          | Mitchelton | a 3'10"   |

### Classifica a punti - Maglia arancione
| Pos. | Corridore        | Squadra | Punti |
| ---- | ---------------- | ------- | ----- |
| 1    | Pascal Ackermann | Bora    | 34    |
| 2    | Geraint Thomas   | Ineos   | 27    |
| 3    | Fernando Gaviria | UAE     | 27    |
| 4    | Wilco Kelderman  | Sunweb  | 26    |
| 5    | Michael Woods    | EF      | 24    |

### Classifica scalatori - Maglia verde
| Pos. | Corridore        | Squadra    | Punti |
| ---- | ---------------- | ---------- | ----- |
| 1    | Héctor Carretero | Movistar   | 31    |
| 2    | Simon Yates      | Mitchelton | 25    |
| 3    | Michael Woods    | EF         | 20    |
| 4    | Michael Matthews | Sunweb     | 15    |
| 5    | Aleksandr Vlasov | Astana     | 15    |

### Classifica giovani - Maglia bianca
| Pos. | Corridore        | Squadra    | Tempo     |
| ---- | ---------------- | ---------- | --------- |
| 1    | Aleksandr Vlasov | Astana     | 32h08'32" |
| 2    | James Knox       | Deceuninck | a 43"     |
| 3    | Sam Oomen        | Sunweb     | a 2'13"   |
| 4    | Jai Hindley      | Sunweb     | a 2'47"   |
| 5    | Denis Nekrasov   | Gazprom    | a 7'30"   |

### Classifica a squadre
| Pos. | Squadra          | Tempo     |
| ---- | ---------------- | --------- |
| 1    | Team Sunweb      | 96h29'59" |
| 2    | Astana Pro Team  | a 46"     |
| 3    | EF Pro Cycling   | a 8'44"   |
| 4    | Mitchelton-Scott | a 10'44"  |
| 5    | AG2R La Mondiale | a 16'15"  |